# Límul
El límul, cassola de l'Atlàntic, o cassola de les Moluques (Limulus polyphemus) és una espècie de xifosur de la família Limulidae. És l'únic membre del gènere Limulus.

## Característiques
Malgrat el seu aspecte de cranc és un artròpode quelicerat i, per tant, més proper als aràcnids (aranyes, escorpins, etc.) que als crancs (crustacis). Viu a la mar, a les costes atlàntiques de Nord-amèrica fins al golf de Mèxic.

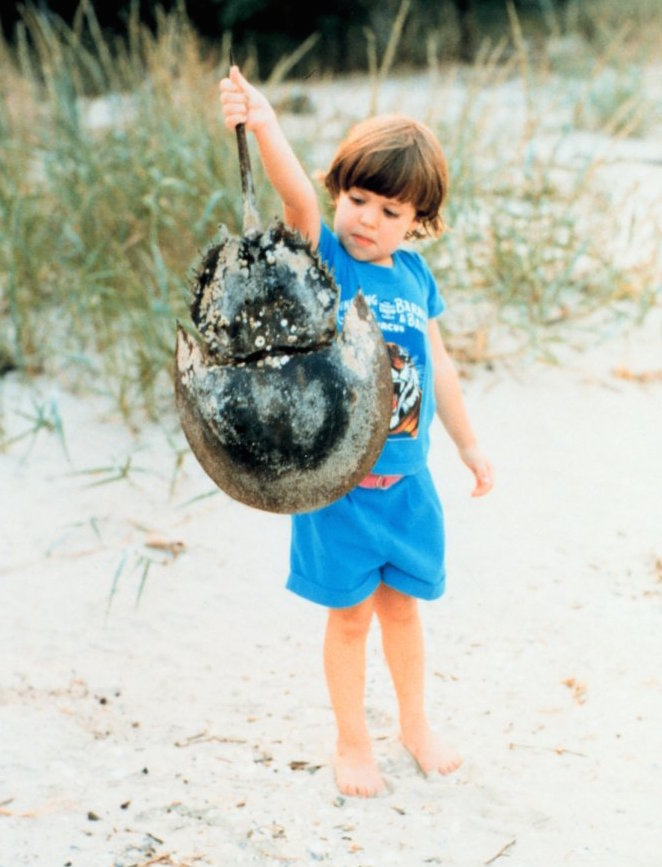
Un nen amb un límul, mostrant-ne la mida

Els límuls tenen el cos aplanat i estan recobertes d'un gruixut exoesquelet que forma una autèntica cuirassa. Poden assolir una llarga de 60 cm. El seu cos té dues regions ben definides, el prosoma o cefalotòrax i l'opistosoma o abdomen, que acaba en una llarga «cua».
- Prosoma o cefalotòrax. El prosoma té forma de ferradura i està cobert per una closca dura en forma d'escut que a la part dorsal té un ull compost a cada banda, i un parell de petits ulls simples al mig; a la part ventral es troba la boca, al voltant de la qual hi ha un parell de quelícers acabats en pinça; a continuació, hi ha els pedipalps i quatre parells de potes també acabades en una pinça, excepte l'últim que té la punta aplanada i serveix per a recolzar-se sobre els fons tous. A l'interior del prosoma està el cervell, el cor i la part anterior del tub digestiu.
- Opistosoma o abdomen. Té forma hexagonal i sis espines a cada costat; a la part ventral, té les obertures genitals cobertes per una placa denominada opercle i cinc parells de brànquies en llibre, anomenades així perquè estan formades per moltes làmines superposades que recorden les fulles d'un llibre; les brànquies els permeten respirar sota l'aigua, però també sobreviure a terra ferma durant curts períodes. A l'última part de l'abdomen, tenen una «cua» llarga, rígida i acabada en punta denominada tèlson.

La sang dels Limulus és de color blau, ja que conté hemocianina, un pigment amb coure que li atorga aquest color; l'hemocianina transporta l'oxigen des de les brànquies als òrgans de l'animal. La seva carn és verinosa.

## Biologia i ecologia
Els límuls viuen al mar, en aigües poc profundes, generalment en fons sorrencs entre els 3 i els 9 metres de fondària, per on repten i excaven, enterrant-se just per sota de la superfície. Són carnívores i s'alimenten de mol·luscs, cucs (anèl·lids), altres invertebrats marins i d'animals morts, que subjecten i esmicolen amb els quelícers. Neden en posició invertida, amb les potes cap amunt, agitant les brànquies, i s'ajuden amb la cua per girar-se quan volen caminar pel fons.
Són ovípares i amb fecundació externa. Al moment de la reproducció, abandonen el mar i migren cap a la platja, on s'apleguen un gran nombre d'individus; els primers a arribar són els mascles; després arriben les femelles, que fan un forat d'uns 15 o 20 cm a la sorra; en aquests nius, dipositen entre 15.000 i 64.000 ous, que seran fertilitzats pels mascles. De l'ou neix una larva, anomenada trilobítica perquè recorda un trilobit, que retorna al mar, i que només té dos parells de brànquies i no té la llarga cua de l'adult; després de nombroses mudes de l'exoesquelet assoleixen l'estat adult. Al cap d'11 anys, retornen a la platja per reproduir-se. Poden viure fins a 25 anys.
Els limuls poden regenerar les potes perdudes, cosa gens habitual entre els artròpodes.

## Evolució
Els límuls són parents llunyans dels aràcnids actuals (aranyes, escorpins) i possiblement són descendents dels antics euriptèrides (escorpins marins), que van evolucionar en mars poc profunds durant el Paleozoic, fa entre 540 i 280 milions d'anys, junt amb altres artròpodes primitius, com ara el trilobits.
Són un dels artròpodes actuals més antics, ja que van aparèixer fa uns 350 o 400 milions d'anys i, des de llavors, han canviat molt poc; és per això que es consideren com a fòssils vivents.

## Espècies semblants
En l'actualitat existeixen altres tres espècies de xifosurs: Tachypleus gigas del Japó, Tachypleus tridentatus i Carcinoscorpius rotundicauda, que es troben al sud-est asiàtic.

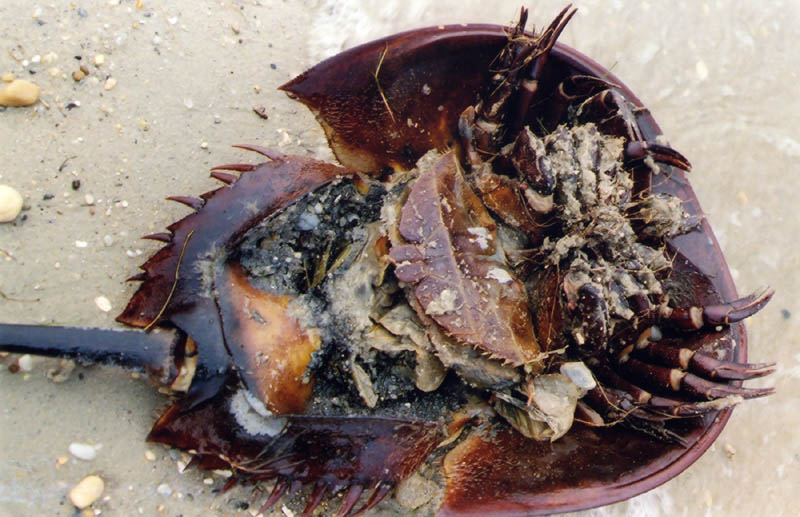
Una femella vista per la part ventral
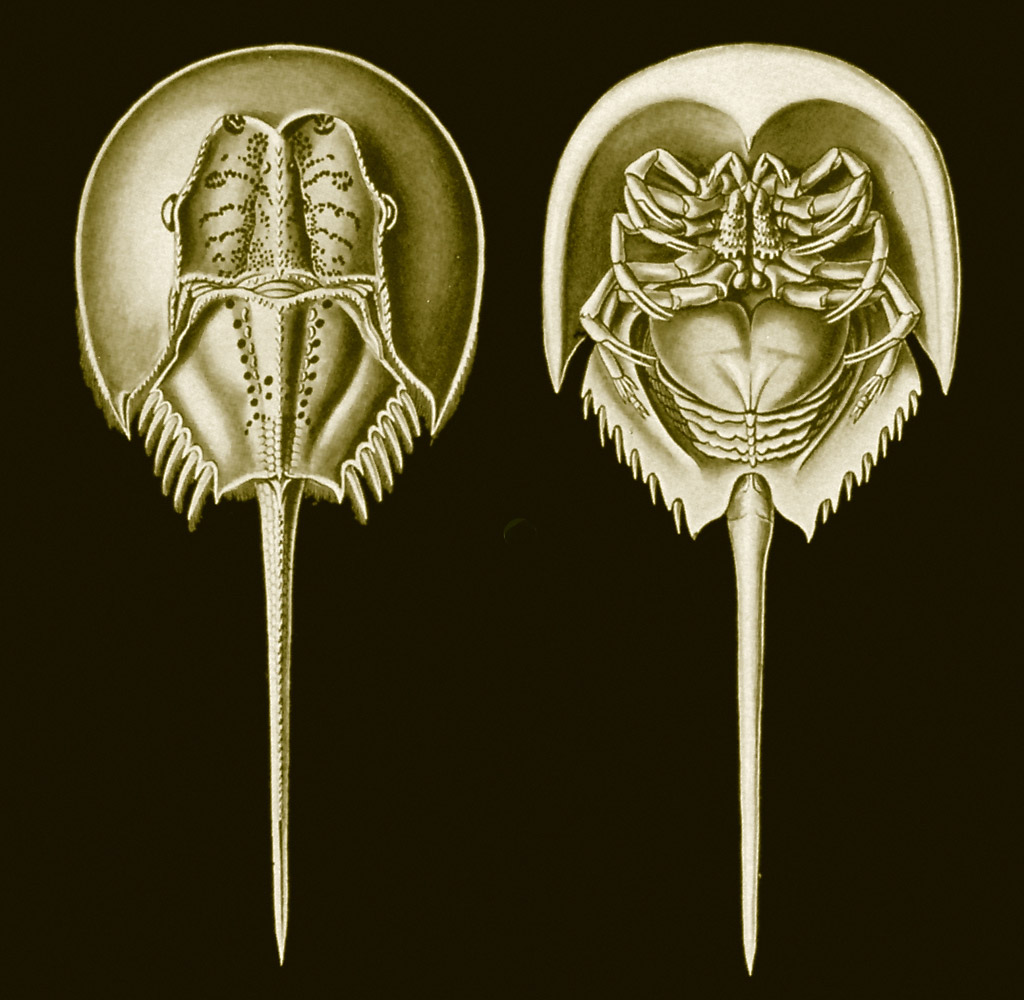
Limulus polyphemus, segons Haeckel
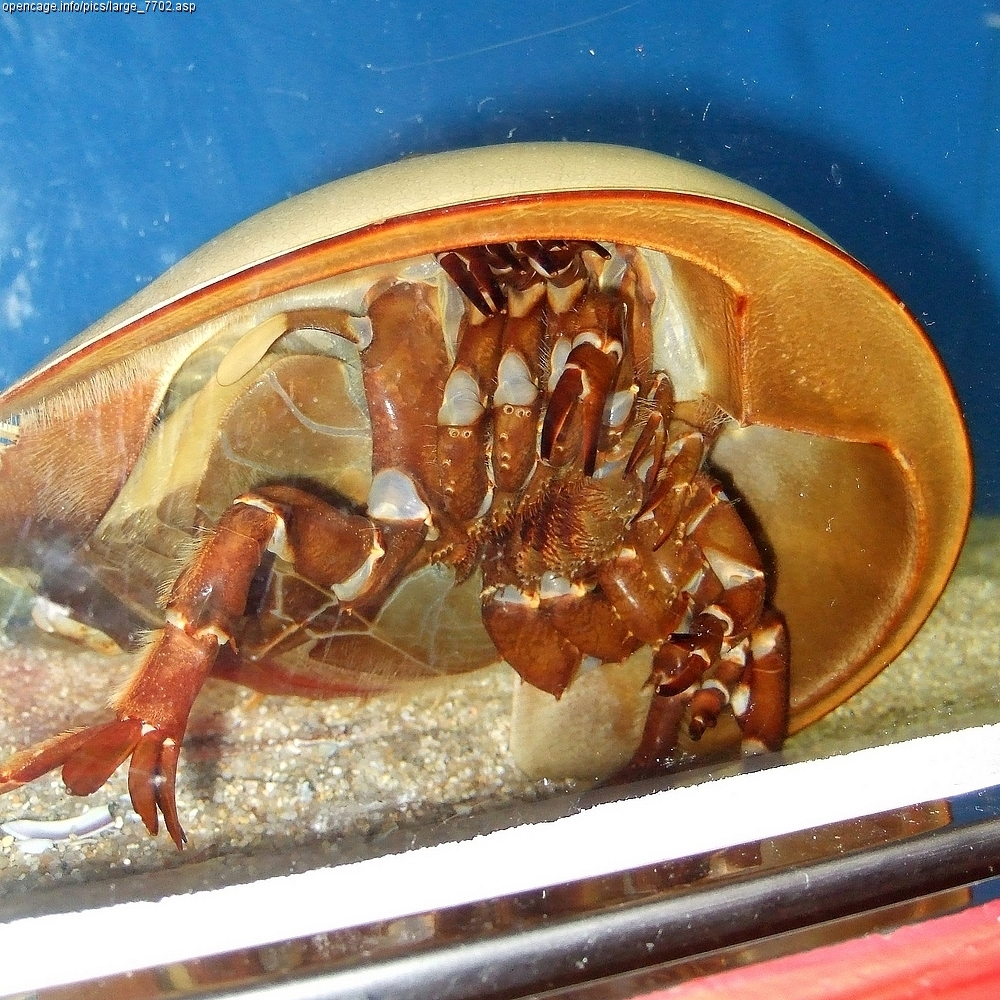
Limulus polyphemus vist de front
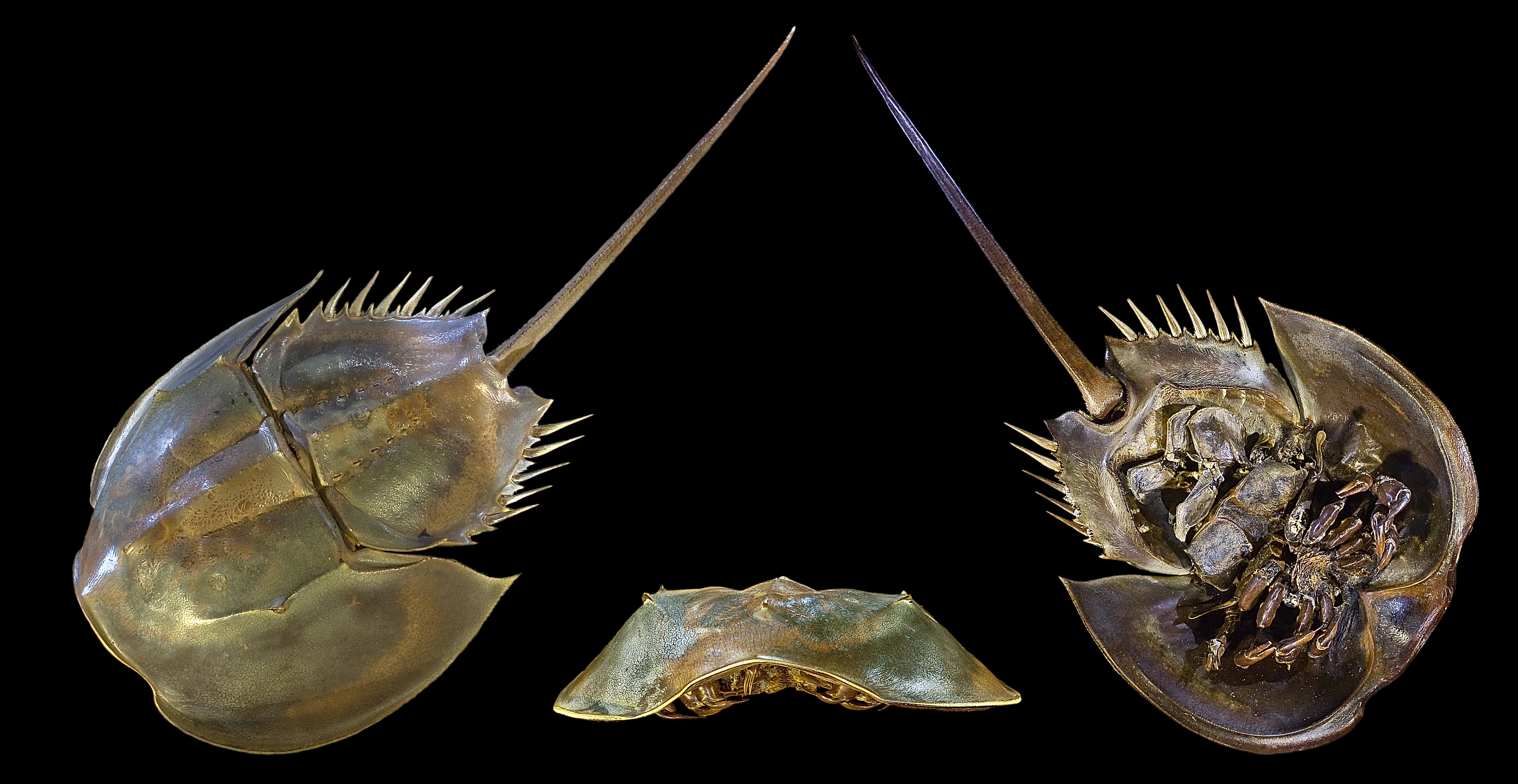
Limulus polyphemus